# Cleveland Hopkins International Airport
Cleveland Hopkins International Airport
(IATA: CLE, ICAO: KCLE) är en internationell flygplats i Cleveland i Ohio i USA.
Den ligger 19 kilometer från Clevelands centrum och är Ohios största flygplats med mer än 10 miljoner passagerare om året.
Flygplatsen öppnade 1925 som USA:s första kommunala flygfält och användes av det amerikanska postflyget. Den fick tidigt både landningsljus och radio i kontrolltornet. Under 1930- och 1940-talet användes den regelbundet av Amelia Earhart och Charles Lindbergh och från 1929 till 1949 hölls National Air Races på flygplatsen.

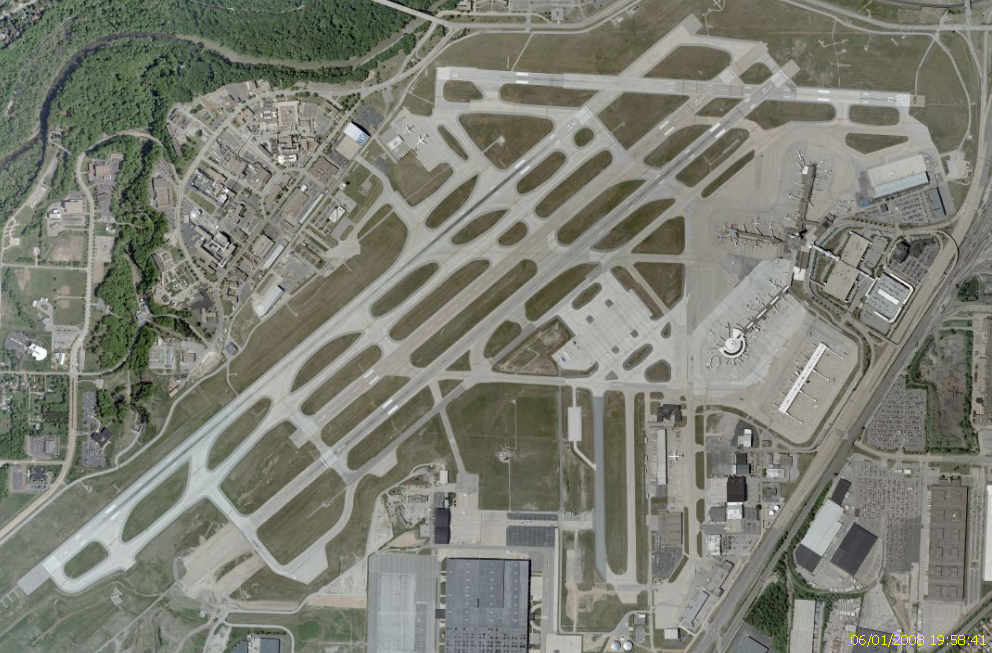
Satellitbild över Cleveland Hopkins International Airport.